# Thallium
Thallium ist ein chemisches Element mit dem Elementsymbol Tl und der Ordnungszahl 81. Im Periodensystem steht es in der 3. Hauptgruppe, bzw. der 13. IUPAC-Gruppe, der Borgruppe. Es ist ein weiches, silbergraues und extrem giftiges Metall, welches Blei ähnelt.

## Geschichte
Thallium (von altgriechisch θαλλός thallós ‚grüner Zweig‘; wegen seiner grünen Spektrallinie bei 535 nm) wurde 1861 in England von Sir William Crookes spektroskopisch im Bleikammerschlamm einer Schwefelsäurefabrik anhand der charakteristischen grünen Spektrallinie entdeckt. Zur gleichen Zeit gelang dem Franzosen Claude Auguste Lamy die Darstellung des Metalls auf elektrolytischem Wege.

## Vorkommen
Thallium ist kein besonders seltenes Element, aber es gibt sehr wenige Mineralien mit hohem Thalliumgehalt: so den Crookesit (Schweden und Russland), den Avicennit, den Lorándit (Allchar, Mazedonien; USA) und den Hutchinsonit. Die überwiegende Menge ist als Begleitelement in kaliumhaltigen Tonen, Böden und Graniten enthalten. Der natürliche Gehalt liegt dabei zwischen 0,4 und 6,5 mg/kg. Zur Bedarfsdeckung ist die aus der Verhüttung von Kupfer, Blei, Zink und anderen sulfidischen Erzen anfallende Menge ausreichend.

## Gewinnung und Darstellung

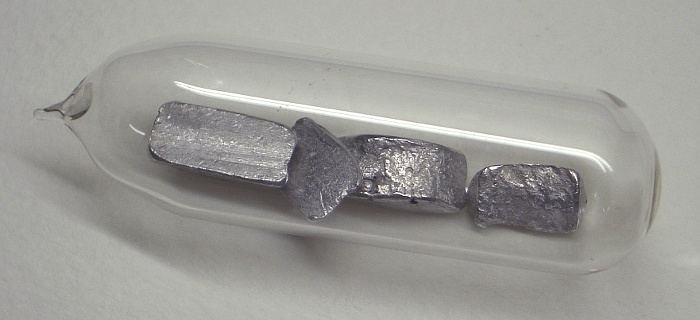
Thallium wird wegen seiner Luftempfindlichkeit unter Argon aufbewahrt

Metallisches Thallium wird meist durch Ausfällen mit Zink gewonnen. Die Weltproduktion von Thallium betrug 2021 geschätzt 10 Tonnen pro Jahr. Von 2009 bis 2011 gab es einen vorübergehenden Anstieg der Nachfrage nach Thallium für kardiovaskuläre bildgebende Untersuchungen, da es in diesen Jahren eine globale Knappheit beim besser geeigneten Technetium (99Tc) gab. Nach 2011 sank die Nachfrage nach Thallium deutlich. Hauptherstellerländer sind die Volksrepublik China, Russland und Kasachstan. Thalliumreiche Lagerstätten sind in Brasilien, China, Nordmazedonien und Russland bekannt. Die weltweiten Ressourcen lassen sich nur grob schätzen. In den weltweit bekannten Zinklagerstätten sind bis zu 17.000 Tonnen Thallium enthalten und in den weltweit bekannten Kohleressourcen bis zu 630.000 Tonnen Thallium.

## Eigenschaften
Frische Schnittflächen des weichen und hämmerbaren Metalls sind hochglänzend, nach kurzer Zeit überziehen sie sich allerdings mit einem blaugrauen Oxidfilm. In feuchter Luft und Wasser bildet sich Thallium(I)-hydroxid, das eine sehr starke Base ist. In Alkalilaugen ist es unlöslich.
Im Gegensatz zu den leichteren Gruppenmitgliedern kommt Thallium überwiegend in der Oxidationsstufe +I vor. Dies ist auf den relativistischen 6s-Inertpaar-Effekt zurückzuführen, da die Ionisierungsenergie der 6s-Elektronen anormal hoch ist. Die Oxidationsstufen +II und +III sind auch möglich, jedoch wesentlich seltener vorzufinden. Daher kann Thallium als Begleiter in vielen verschiedenen Mineralien vorkommen.
In vielen Eigenschaften ähnelt Thallium in der Oxidationsstufe +I stark dem wesentlich leichteren Kalium, was nicht zuletzt auf sehr ähnliche Ionenradien zurückzuführen ist. So ist Thalliumcarbonat das einzige leicht wasserlösliche Schwermetallcarbonat. Andererseits existieren auch Parallelen zur entsprechenden Oxidationsstufe des Silbers (Thalliumhalogenide sind schwerlöslich und lichtempfindlich).
Thalliumverbindungen zeigen eine intensiv grüne Flammenfärbung, im Spektroskop ist eine scharfe Emissionslinie bei 535 nm charakteristisch (wichtig in der Forensik).
Mit Halogenen reagiert Thallium schon bei Zimmertemperatur. Die sich bildenden Thalliumhalogenide (mit Ausnahme der Fluoride) werden durch Aufnahme geringer Spuren von Wasser bei –180 °C fluoreszenzfähig.

## Isotope
Thallium hat zwei stabile Isotope: 203Tl und 205Tl. Letzteres befindet sich am Ende der Neptunium-Zerfallsreihe. Da aber das Vorgängernuklid 209Bi mit 1.9e19 Jahren eine extrem lange Halbwertszeit hat, sind im Laufe der Erdgeschichte noch fast keine von den ursprünglich vorhandenen schwereren Nukliden in dieser Reihe zu 205Tl zerfallen.

## Verwendung
- niedrigschmelzende Gläser (zwischen 125 und 150 °C)
- infrarotdurchlässige Gläser
- Gläser mit hohem Brechungsindex für Optik von Fotokopierern und Faxgeräten
- hoch IR-brechende Medien für die ATR-Infrarotspektroskopie (aus Thalliumbromoiodid, sog. KRS-5)
- Thallium(I)-sulfat als Rattengift (Zeliokörner) (inzwischen wegen der Giftigkeit in vielen Ländern verboten)
- Blei-Thallium-Legierungen für Stromrollen zum kontinuierlichen elektrolytischen Verzinken von Stahlblech
- Thalliumsulfid zur Herstellung von Photozellen
- Detektoren für Gammastrahlung
- bei nuklearmedizinischen Untersuchungen wie Myokardszintigrafie und Nebenschilddrüsenszintigrafie[17]
- Thalliumnitrat als grüner Leuchtstoff in Seenotraketen (problematisch wegen Giftigkeit)
- als Quecksilberlegierung (Amalgam) in Thermometern für niedrige Temperaturen (bis −58 °C)
- als Hochtemperatursupraleiter in Hg0,8Tl0,2Ba2Ca2Cu2O8
- Zugabe in Bleitelluriden zur Effizienzsteigerung thermoelektrischer Materialien[18]

## Biologische Bedeutung
Thallium wird gut vom Körper aufgenommen, vor allem über den Magen-Darm-Trakt oder die Lunge. Dreiwertiges Thallium (Tl3+) wird im Körper rasch zu einwertigem Thallium (Tl+) reduziert und elementares zu Tl+ oxidiert, das sich sehr schnell verteilt und über die Na+/K+-Pumpe aus dem Blutkreislauf ins Zellgewebe und in die Organe transportiert wird. Aufgrund des Ionenradius des Tl+ wird es vom Körper wie Kalium-Ionen K+ angesehen und transportiert. Hohe Konzentrationen von Tl+ finden sich in Niere und Leber sowie im Dickdarmgewebe und in bestimmten Knochen. Nach einer überstandenen Vergiftung ist Tl+ noch lange in Nägeln und Haaren zu finden. Weiterhin ist Tl+ bei der Ausscheidung aus dem Körper bedenklich. Ähnlich wie die Amatoxine bei einer Knollenblätterpilzvergiftung unterliegt auch Tl+ dem sogenannten enterohepatischen Kreislauf. Die versuchte Entgiftung über Leber und schließlich mit dem Gallensekret wird durch die Rückresorption der Tl+-Ionen im Darm verhindert. Zwar ist dieser Ausscheidungsweg mengenmäßig kleiner als der über die Niere, diese ist aber ganz besonders von der Schädigung durch Tl+ betroffen. Deswegen setzt bei der Ausscheidung über die Galle und den Darm (biliäres System) die medizinisch induzierte Entgiftung mit Eisen(III)hexacyanoferrat(II) (landläufig als „Berliner Blau“ bekannt) an. Die über die Gallensekrete in den Zwölffingerdarm abgegebenen Tl+ werden dort bzw. im Darm von Berliner Blau chemisch gebunden und schließlich über den Kot ausgeschieden.
Für Thallium wurde noch keine biologische Funktion bestätigt. Und obwohl Thallium in Meerwasser als konservatives, d. h. relativ unbeeinflusstes und in der Wassersäule gleichmäßig verteiltes Spurenelement gilt, wurde 2021 in einem Mesokosmos-Experiment dessen Einbezug in Phytoplanktonblüten demonstriert.

## Sicherheitshinweise

### Toxizität
Thallium und thalliumhaltige Verbindungen wie Thalliumsulfat sind hochgiftig und müssen mit größter Vorsicht gehandhabt werden. Seit der allgemeinen Verfügbarkeit des thalliumsulfathaltigen Ratten- und Mäusegiftes „Zelio“ hat es eine zunehmende Zahl an Mord- und Selbstmordfällen mit Thalliumpräparaten gegeben.

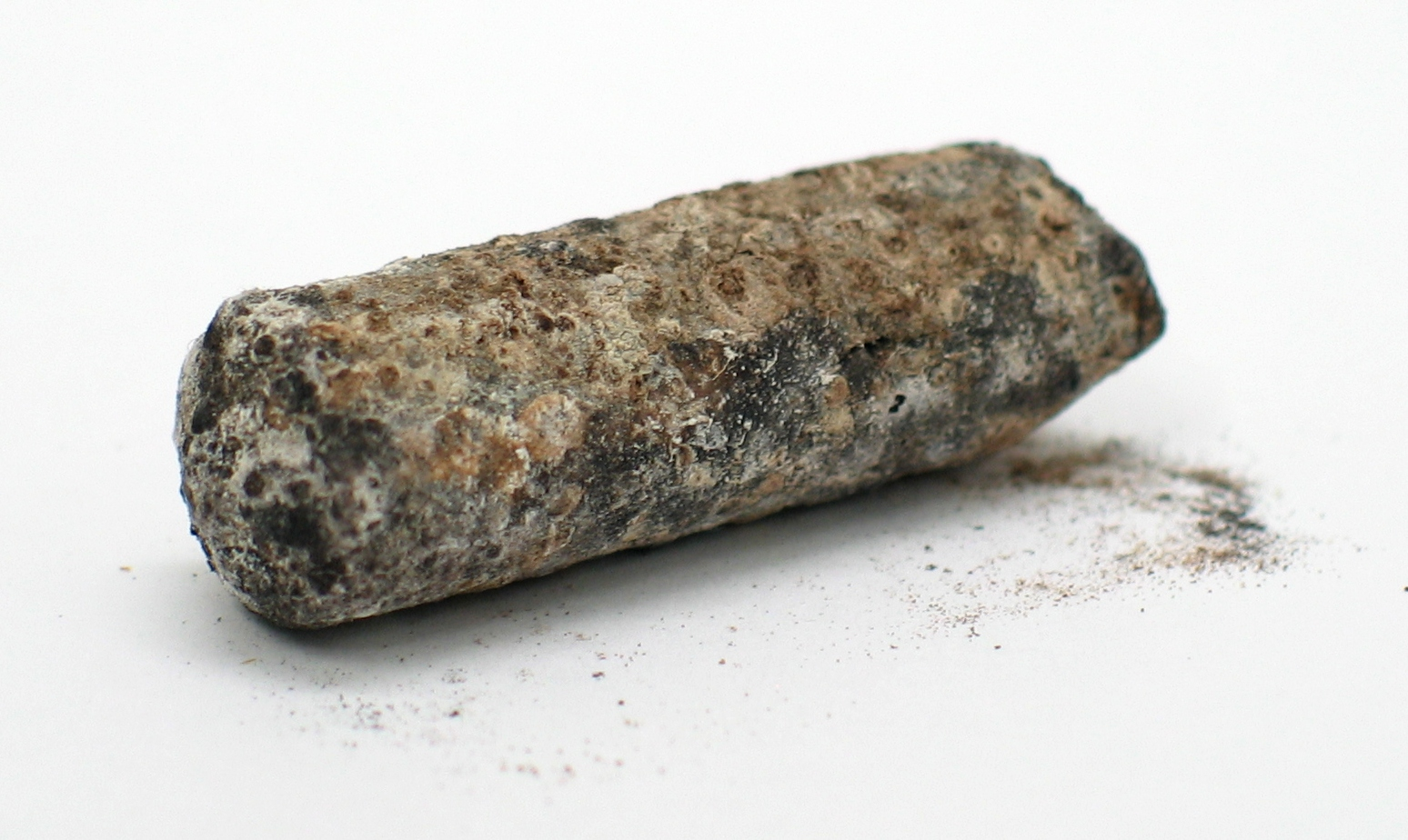
Korrodierter Thallium-Metallstab

Die tödliche Dosis für erwachsene Menschen beträgt zirka 800 mg. Eine akute Thalliumvergiftung hat meist eine ein bis zweitägige symptomlose Latenzzeit, ähnlich wie bei Blei- oder Quecksilber-Vergiftungen. Anschließend treten relativ unspezifische
Symptome wie Störungen im Gastrointestinaltrakt mit Durchfall, allgemeinem Unwohlsein und abdominellen Schmerzen auf. Auch das Nervensystem kann geschädigt werden, Symptome sind beispielsweise Polyneuropathien. Folgend werden in den ersten zwei Wochen psychische und Sensibilitätsstörungen der unteren, später auch der oberen Extremitäten beobachtet. Blutdruckanstieg, Sehstörungen und Enzephalopathie können auch auftreten. Die Maximalphase der Vergiftung tritt meist nach zwei bis drei Wochen auf, begleitet von starkem, reversiblem Haarausfall der Kopfhaare und später auch der übrigen Körperhaare. In der Spätphase kann es zu Nierenfunktionsstörungen und Schädigungen der Erythrozyten kommen. Nach etwa vier Wochen erscheinen auf den Fingernägeln häufig sog. Mees-Nagelbänder, weiße, durch gestörtes Nagelwachstum gebildete Querstreifen. Nach dem Abklingen der akuten Symptome können irreversible Störungen wie Lähmungen peripherer Nerven, Gedächtnisprobleme und Verminderung des Orientierungssinns bestehen bleiben. Es kann eine dauerhaft herabgesetzte geistige Leistungsfähigkeit zurückbleiben, wobei sehr schwere Vergiftungen zu schwersten irreversiblen Gehirnschäden führen können. Die Körperbehaarung entwickelt sich nach wenigen Monaten wieder neu. Geringere Mengen führen zu einer chronischen Vergiftung, die längere Zeit unerkannt bleiben kann.
Einen Grenzwert für Thallium im Trinkwasser gibt es in der EU derzeit (Stand 2022) nicht, in den USA hat die Umweltbehörde EPA einen Grenzwert von 2 ppb oder µg/L festgelegt. In Deutschland gibt es seit 2006 eine Empfehlung des Bundesinstitutes für Risikobewertung, wonach eine Gesamtaufnahme von Thallium 10 µg pro Tag nicht überschritten werden soll. Angenommen wird in der Empfehlung, dass die Hälfte des Thalliums über die Nahrung aufgenommen wird, wodurch bei einem Trinkwasserbedarf von ca. 2 Liter pro Tag der empfohlene Maximalwert 2,5 µg/L beträgt.

### Anreicherungen
Bei der Zementherstellung kann sich Thallium in Form seiner flüchtigen Halogenide im Abgasreinigungssystem anreichern.
Tierische und pflanzliche Nahrungsmittel enthalten in der Regel nicht mehr als 0,1 mg/kg Tl. Dennoch können zum Beispiel Pilze und einige Kohlsorten Thallium bis zu 1 mg/kg akkumulieren.